# Götterhämmerung
Götterhämmerung ist das 15. Studioalbum des deutschen Rocksängers Udo Lindenberg, der dabei von seiner Begleitband, dem Panikorchester, unterstützt wurde.

## Hintergrund
Das Album war das zweite bei Polydor. Es wurde am 30. Januar 1984 als Nachfolger der Odyssee veröffentlicht und war stilistisch an diesen Vorgänger angelehnt. Elemente aus Punk und Discofunk in Kombination mit schnoddrigen Texten waren in dieser Phase typisch für Lindenberg und für die damalige Zeit etwas Neues in der deutschen Musik. Zum Teil besaßen die in den Texten aufgegriffenen Themen, etwa die Privatisierung des Rundfunks und die im Entstehen begriffenen neuen Formate im Lied Familie Kabeljau oder der Rechtspopulismus im Song Sie brauchen keinen Führer, auch Ende der 2010er-Jahre noch Aktualität.
Mit dem Titel des Albums spielte Lindenberg auf Richard Wagners Oper Götterdämmerung aus dem Zyklus Der Ring des Nibelungen an.

## Konzerte

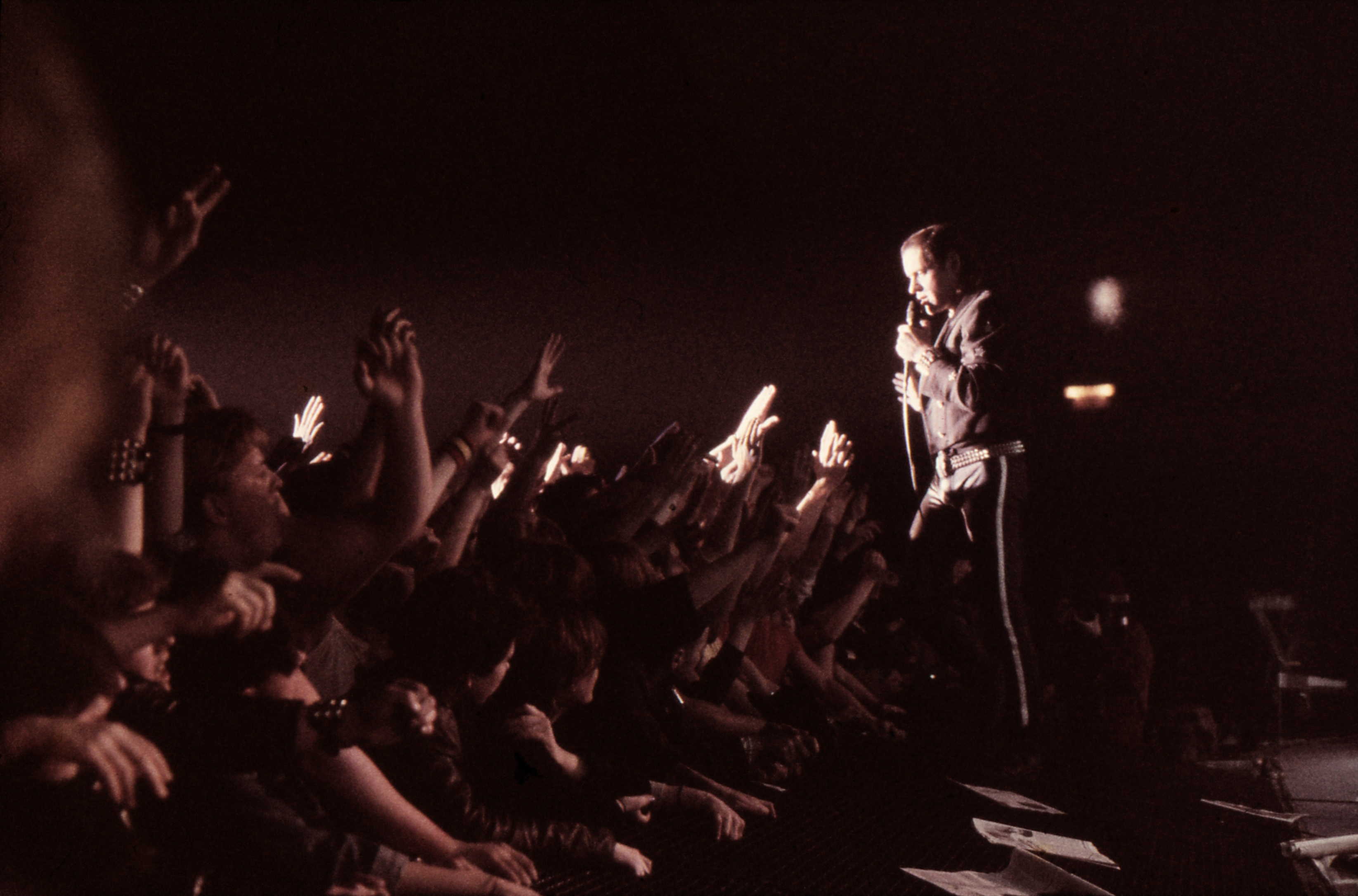
Udo Lindenberg, Ostwestfalenhalle, Kaunitz, „Götterhämmerung“-Tour '84

Die Tournee begann am 14. März 1984 in Kaunitz (Ostwestfalenhalle) und endete am 26. Mai in Frankfurt am Main (Eissporthalle). Schon bei der vorhergegangenen Konzertreihe hatte Lindenberg versucht, alles Bisherige an Konzertauftritten – auch von internationalen Bands, wie etwa den Rolling Stones – an Größe, Lautstärke und Showelementen zu überbieten. Trotz einer Erkältung brach Lindenberg die Tournee nicht ab. Wie bereits in der vorherigen Tour kam die Bühnenshow in einer gewaltigen Inszenierung mit ständig wechselnden Bühnenbildern sowie rund 20 Akteuren – die immer wieder neu kostümiert wurden – daher. Die Tournee Dröhnland Symphonie aus dem Jahre 1979, inszeniert von dem Theater-Regisseur und Intendanten Peter Zadek, diente als Vorlage für das als „circensisches Spektakel aus Rockmusikern, Tanzgirls, Zwergen, Muskelmännern, allerlei Akrobaten und Breakdancers, immer begleitet vom fetzigen, leicht übersteuerten Rock des Panikorchesters“ beschriebene Konzert. Geplant waren auch Auftritte unter dem Motto „Für den Frieden der Welt“ in Rostock, Dresden, Weimar und Karl-Marx-Stadt in der DDR. Lindenberg und sein Konzertveranstalter Fritz Rau kamen in den Verhandlungen der Parteiführung terminlich entgegen, indem sie eine Verlängerung der Tour bis in den Juni des Jahres anboten. Doch nicht zuletzt auf Drängen von Egon Krenz, der um einen Imageschaden bangte, kam die Konzertreise durch Ostdeutschland nicht zustande. Kommerziell war die Tournee in Westdeutschland ein voller Erfolg. Die Texte der punklastigen LP schonten mit Kritik weder den Totalitarismus der DDR noch den spießig-konservativen Kapitalismus im Westen. Die Fans nahmen die groß angelegte Rockshow sehr gut auf, auch wenn die Presse gelegentlich – wie die Bild nach einem Konzert in Hamburg – dem Künstler vorwarf, dass ihm die Ideen ausgingen.
Eine vom SFB angefertigte Aufzeichnung eines Konzertes der Götterhämmerung-Tournee aus der Berliner Deutschlandhalle vom 13. Mai 1984 lief am 26. Mai 1984 in der ARD als Zusammenschnitt.

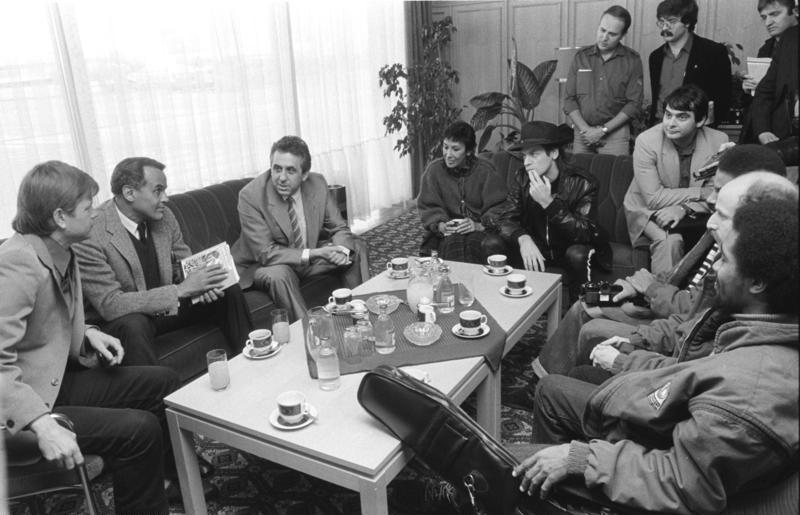
Lindenberg (mit Hut) bei der Besprechung seines Auftrittes mit Harry Belafonte und Egon Krenz 1983 in der damaligen DDR
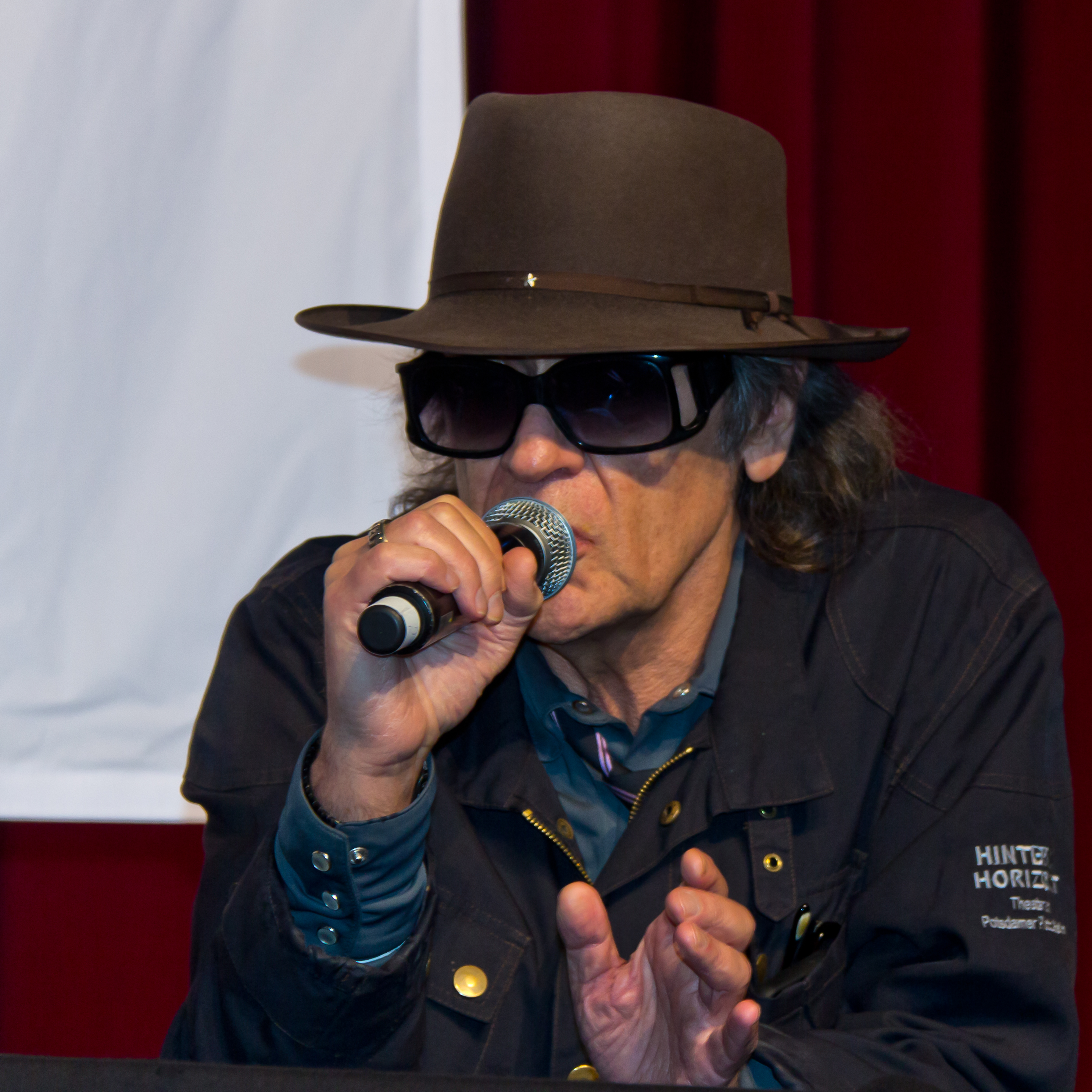
Beim Rock gegen Rechts „Zusammenstehen“
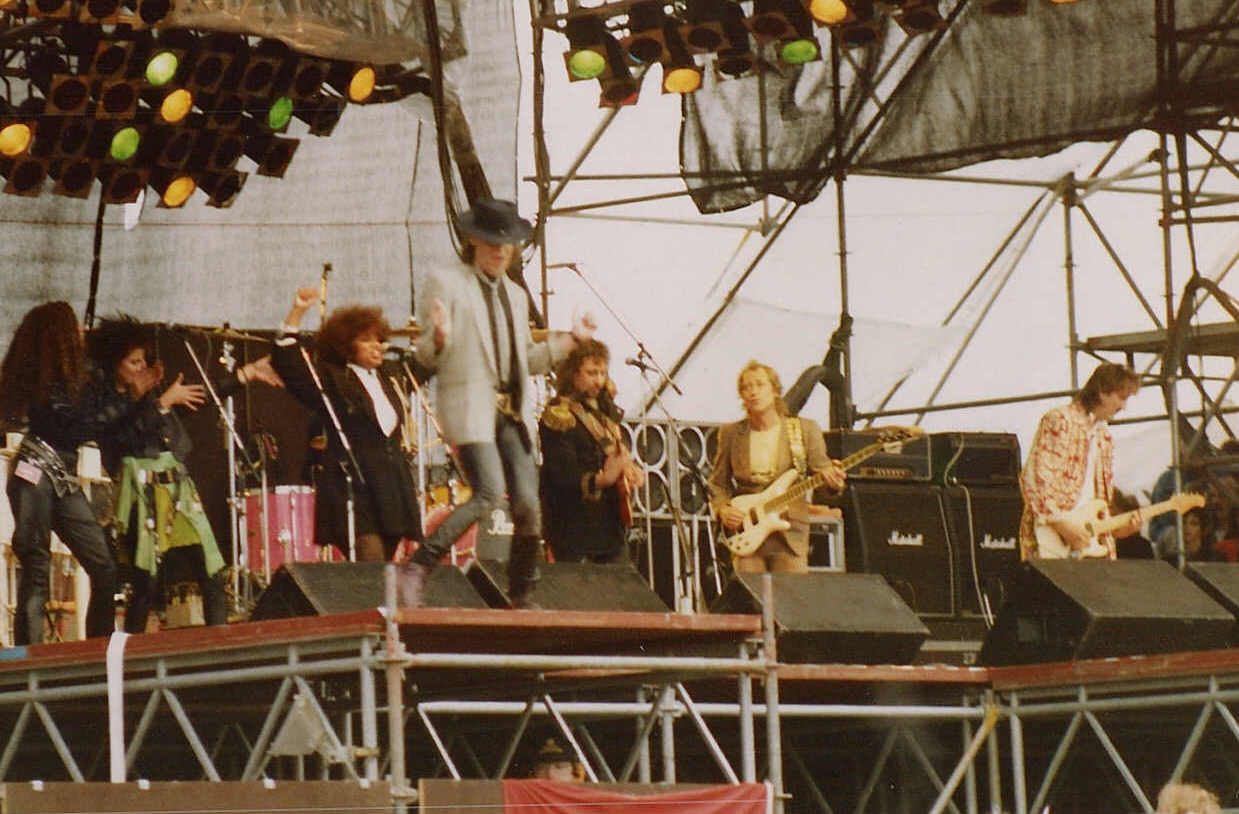
Liveshow der 1980er – hier bei Rock am Ring
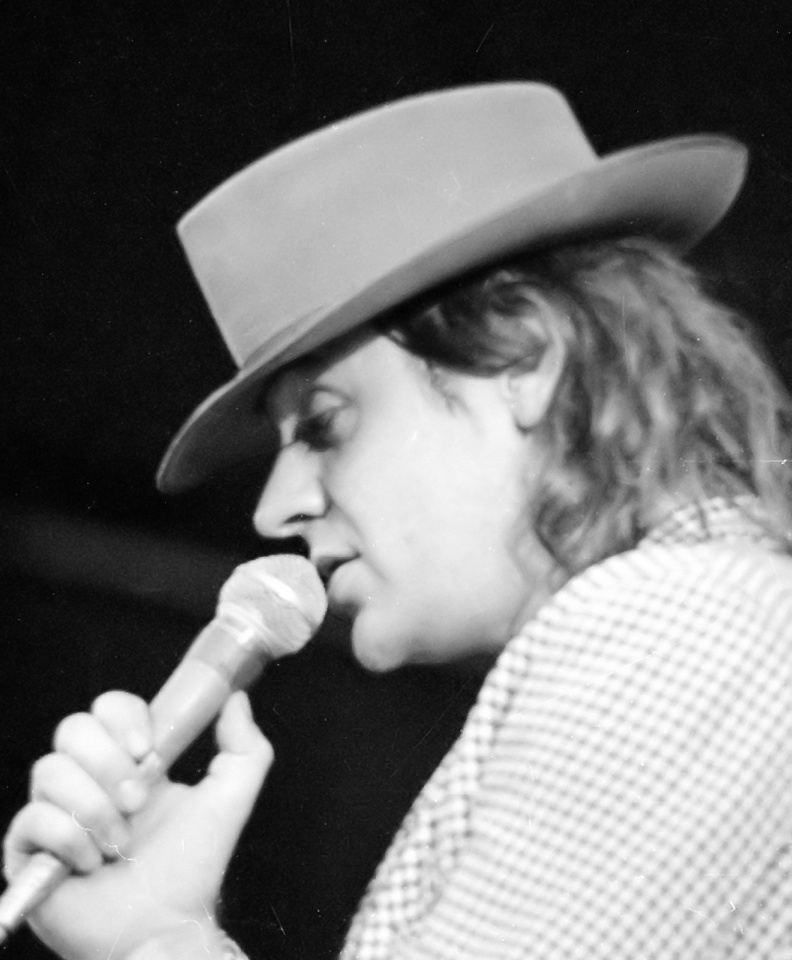
Der Sänger bei einem Auftritt in den 1980ern

## Singleauskopplungen
Als Maxi-Single wurde im Mai 1984 als zweiter Titel Nonnen ausgekoppelt. Zuvor war Sie brauchen keinen Führer als Single veröffentlicht worden.

## Titelliste
| Nr. | Titel                      | Länge |
| --- | -------------------------- | ----- |
| 1   | Commander Superfinger      | 4:18  |
| 2   | Russen                     | 3:18  |
| 3   | Narkosegespenst            | 4:04  |
| 4   | Gerhard Gnadenlos          | 2:02  |
| 5   | Sie wollte Liebe           | 3:49  |
| 6   | Hallo DDR                  | 3:04  |
| 7   | Nonnen                     | 3:55  |
| 8   | Extremisten                | 3:30  |
| 9   | Sie brauchen keinen Führer | 4:35  |
| 10  | I Love Me selber           | 3:19  |
| 11  | Familie Kabeljau           | 3:14  |
| 12  | Der große Frieden          | 2:32  |

## Rezeption
Nachdem er bei Radio Bremen im Rahmenprogramm einer TV-Sportsendung von Lindenberg Nonnen live vorgestellt worden war, landete der Titel, bei dem als Klosterschwestern verkleidete Tänzerinnen auftraten, sehr schnell auf der Liste der jugendgefährdenden Medien („Index“). Die Bildzeitung titelte von einem Skandal. Vor dem Hintergrund des damaligen Zeitgeistes war der Text des Liedes provokant. Lindenberg kritisierte damals häufiger die Amtskirche. Seine brachiale Art und Weise wurde auch 1984 schon als teils übertrieben empfunden, gehörte jedoch zum Standardprogramm des Interpreten. Dreißig Jahre später wirkte das Lied dagegen recht harmlos. Kommerziell war die Auskopplung trotz des medienwirksamen Skandals nicht sehr erfolgreich.
Die Single Sie brauchen keinen Führer wird bis heute von Lindenberg live gespielt. Obwohl auch sie sich nach der Veröffentlichung nicht in den Charts platzieren konnte, ist der Titel ein Klassiker im Repertoire Lindenbergs. Er ist ein gutes Beispiel für die politische Einstellung des Künstlers und sein ständiges Engagement gegen Rechtspopulismus und Rechtsextremismus. Werner Burkhardt charakterisierte die Wirkung dieser und anderer Texte Lindenbergs vor dem Hintergrund, dass er zur damaligen Zeit „Knöcheltief im Jargon dieser Jugend watet“. An selber Stelle kommt in einer Aktualisierung Die Zeit aber zu dem Schluss, dass 30 Jahre später den Texten lediglich ein gewisses „naives Pathos“ innewohne, das nur „das gesunde Volksempfinden der Linken“ bediene.
Vor dem Hintergrund der ans Licht gekommenen Anschläge des nationalsozialistischen Untergrunds wurde in Foren dem Text eine große Aktualität – und dem Autor eine gewisse Weitsicht – unterstellt. Zeilen wie „dann werfen grölende Germanen Gangs Granaten in die Kebab Läden rein“ spiegelten eher die heutigen Verhältnisse als die von 1984 wider. Mit anderen Musikern trat er am 2. Dezember 2011 beim Konzert gegen Rechts in Jena auf und brachte unter anderem „Denn sie brauchen keinen Führer“ dar. Zur vermeintlichen Aktualität des Titels gehörte, dass der Sänger mehrfach Kritik an den in seiner Sicht mangelnden Ermittlungen der beteiligten Behörden am NSU-Prozess äußerte. Andere Medien griffen in der Berichterstattung über den Rechtsruck in der Gesellschaft Lindenbergs Titel gelegentlich als Zitat auf.

## Kommerzieller Erfolg

### Chartplatzierungen
Götterhämmerung erreichte erstmals am 13. Februar 1984 auf Rang 13 die deutschen Albumcharts. Seine beste Platzierung erreichte das Album drei Wochen später mit Rang drei am 5. März 1984. Das Album musste sich dabei nur Carambolage von Peter Maffay und dem Spitzenreiter ? (Fragezeichen) von Nena geschlagen geben. Götterhämmerung platzierte sich 22 Wochen in den Charts, davon sechs Wochen in den Top 10. Letztmals konnte es sich am 2. Juli 1984 platzieren. 1984 belegte das Album Rang 43 der deutschen Album-Jahrescharts. In der Schweiz stieg das Album am 26. Februar 1984 auf Rang zehn ein, was zugleich die beste Chartnotierung darstellte. Das Album platzierte sich neun Wochen in den Charts, letztmals am 22. April 1984. Es konnte sich eine Woche in den Top 10 platzieren.
Für Lindenberg avancierte Götterhämmerung zum 19. Chartalbum in Deutschland sowie zum ersten in der Schweiz. In Deutschland ist es zudem sein achtes Top-10-Album.
| ChartsChartplatzierungen | Höchstplatzierung | Wochen |
| ------------------------ | ----------------- | ------ |
| Deutschland (GfK)        | 3 (22 Wo.)        | 22     |
| Schweiz (IFPI)           | 10 (9 Wo.)        | 9      |

| ChartsJahrescharts (1984) | Platzierung |
| ------------------------- | ----------- |
| Deutschland (GfK)         | 43          |

### Auszeichnungen für Musikverkäufe
| Land/Region        | Auszeichnungen für Musikverkäufe (Land/Region, Auszeichnung, Verkäufe) | Verkäufe |
| ------------------ | ---------------------------------------------------------------------- | -------- |
| Deutschland (BVMI) | Gold                                                                   | 250.000  |
| Insgesamt          | 1× Gold ·                                                              | 250.000  |